# Astropecten latespinosus
Astropecten latespinosus is een kamster uit de familie Astropectinidae.
De wetenschappelijke naam van de soort werd in 1892 gepubliceerd door Meissner.